# Jelle De Bock
Jelle De Bock (* 4. Mai 1988 in Sint-Niklaas) ist ein belgischer Fußballspieler. Zuletzt spielte er bis 2014 beim FC Den Bosch in den Niederlanden. Seitdem wurde er bei keinem weiteren Verein mehr als Spieler aufgeführt.

## Spielerkarriere
De Bock stammt aus der Jugend des VW Hamme und wechselte über Eendracht Aalst weiter zum belgischen Spitzenclubs FC Brügge. Von dort aus wechselte er 2005 zum niederländischen Verein PSV Eindhoven. Sein Debüt gab er am 25. Oktober 2006 beim 7:0 gegen Sparta Rotterdam. Es war sein einziges Liga-Spiel für den niederländischen Serienmeister, mit dem er 2007 die Meisterschaft gewann. In der Rückrunde der Saison 2006/2007 war er an den belgischen Zweitligisten Red Star Waasland ausgeliehen, wo er Stammspieler war. Nach erneutem Ausleihen zum FC Eindhoven und Helmond Sport wurde er 2009 schließlich vom FC Eindhoven verpflichtet. Nach drei Jahren verließ er den Verein und wechselte zum FC Den Bosch.

## Erfolge
- Niederländischer Meister: 2007